# Ardisia bakeri
Ardisia bakeri är en viveväxtart som beskrevs av Cyril Tenison White. Ardisia bakeri ingår i släktet Ardisia och familjen viveväxter. Inga underarter finns listade i Catalogue of Life.